# Zeltweg
Zeltweg é uma cidade na Estíria e localizada aproximadamente no centro da Áustria. Está localizada no Aichfeld. O maior rio é o Mur. As maiores cidades na vizinhança são Judenburg, Knittelfeld e Fohnsdorf.